# Železniční nehoda u Bourbonnais
Železniční nehoda u městečka Bourbonnais se udála pozdě večer 15. března 1999. Noční vlak z Chicaga do New Orleansu narazil na železničním přejezdu do přívěsu nákladního tahače, naložený ocelovými nosníky. Neštěstí si vyžádalo 11 mrtvých a 122 zraněných. Jednalo se o nejhorší železniční nehodu ve Spojených státech od roku 1996, kdy se na předměstí Washingtonu srazil dálkový rychlík s příměstskou soupravou.